# 洗象池
洗象池（せんぞうち）は、中華人民共和国四川省楽山市峨眉山市峨眉山にある仏教寺院。峨眉山の八大寺院の一つ。

## 歴史
洗象池は明代に建立された。当時は初喜亭と称した。清の康熙38年（1699年）、行能法師が「天花禅院」に拡張した。乾隆元年（1736年）、月正和尚は寺院の道を整備した。ここには普賢菩薩が手を洗った伝説も残っている。その時に普賢菩薩が象に乗っていたため、洗象池と呼ばれるようになったという。
1983年、中華人民共和国国務院は仏寺を漢族地区仏教全国重点寺院に認定した。2007年6月1日、四川省人民政府は仏寺を四川省文物保護単位に認定した。

## 伽藍
弥勒殿、大雄宝殿、観音殿、蔵経楼、客寮